# Przylądek Waszyngtona
Przylądek Waszyngtona (ang. Cape Washington) – przylądek Antarktydy położony na Ziemi Wiktorii pomiędzy zatokami Wood Bay a Terra Nova Bay.

## Historia
Nazwa została nadana przez Jamesa Clarka Rossa (1800–1862), który odkrył przylądek 18 lutego 1841 , dla upamiętnienia kapitana Johna Washingtona (1800–1863), sekretarza Królewskiego Towarzystwa Geograficznego w latach 1836–1840 . Washington agitował na rzecz ekspedycji antarktycznej i wspierał kandydaturę Rossa na jej dowódcę .
W 2013 roku Przylądek Waszyngtona wraz z zatoką Silverfish Bay został desygnowany jako szczególnie chroniony obszar Antarktyki (ang. Antarctic Specially Protected Area, ASPA) – ASPA 173 Cape Washington and Silverfish Bay, Terra Nova Bay, Ross Sea .

## Geografia
Przylądek znajduje się na południowym krańcu półwyspu między zatokami Wood Bay a Terra Nova Bay, na Ziemi Wiktorii . Wznosi się na 275 m n.p.m. . Obszar jest pozbawiony pokrywy lodowej .

## Fauna
Na Przylądku Waszyngtona znajduje się jedna z największych kolonii pingwinów cesarskich w Antarktyce – jej liczebność szacowana jest na ok. 20 tys. par lęgowych, co stanowi 8% światowej populacji tych ptaków (ok. 21% populacji w regionie Morza Rossa). Ptaki gniazdują głównie na lodzie ok. 0,5 km na zachód od przylądka .
Obszar przylądka jest ostoją ptaków IBA z uwagi na kolonie pingwinów cesarskich i wydrzyków antarktycznych .
Kolonia wydrzyków liczy ok. 50 par gniazdujących na skałach przylądka . Na klifach północno-wschodniej części przylądka zaobserwowano gniazdujące petrele śnieżne .
Od listopada do połowy stycznia wśród pingwinów cesarskich oraz na krawędzi lodu pojawiają się pingwiny Adeli. Spotkać tu także można oceanniki żółtopłetwe i petrelce olbrzymie .
W wodach wokół przylądka występują orki, płetwale antarktyczne, foki Weddella oraz lamparty morskie. Setki fok Weddella okupują krawędzie lodu i okolice Markham Island w okresie godowym. W regionie spotkać również można krabojady focze i dziobogłowce południowe.
W pobliskiej zatoce, położonej na wschód od Campbell Glacier Tongue , po raz pierwszy udokumentowano obszar lęgowy śledzika antarktycznego (Pleuragramma antarcticum). Zatoka została nazwana Silverfish Bay od angielskiej nazwy śledzika antarktycznego – Antarctic silverfish.